# Nieuw Leyden
Nieuw Leyden is een woonwijk in de Nederlandse stad Leiden, pal ten noorden van de Maresingel, de noordgrens van de historische binnenstad.
De wijk ligt in Leiden-Noord in de bestaande CBS-buurten Groenoord en Noorderkwartier en wordt begrensd door de Maresingel, Pasteurstraat, Willem de Zwijgerlaan, Marnixstraat en Molenstraat.

## Achtergronden
Nieuw Leyden is onderdeel van het Wijkontwikkelingsplan (WOP) Leiden-Noord, waarin onder andere ook de herstructurering van het Groenoordhallenterrein, het Kooiplein en de Willem de Zwijgerlaan deel van uitmaken.
Initiatiefnemers zijn de Gemeente Leiden en woningcorporatie Portaal, die ook delen van het gebied ontwikkelt.

## Herstructurering
In Groenoord, het westelijk deel, is de wijk gebouwd op de gronden van het voormalige Openbare Slachthuis Leiden en het naastgelegen terrein van het Energie en Waterleidingbedrijf Rijnland (EWR, nu Vattenfall). Voor het plan werden drie portiekflats langs de Willem de Zwijgerlaan, enkele woningen en een kinderdagverblijf aan de Pasteurstraat gesloopt. Vijf panden van het voormalige slachthuis zijn bewaard gebleven en opgenomen in de nieuwe wijk. 
In het ten oosten van Groenoord gelegen Noorderkwartier is eind 2005 een woonbuurt tussen de Van Hogendorpstraat en de Marnixstraat gesloopt voor het project.

## Particulier opdrachtgeverschap
Kenmerkend voor Nieuw Leyden is het grote aandeel woningen dat is gebouwd onder (collectief) particulier opdrachtgeverschap. Door tegenvallende verkoop zijn 25 kavels echter ontwikkeld door de projectontwikkelaar Lingotto. De projectorganisatie trad voor twee andere bouwvelden zelf als projectontwikkelaar op. Eind 2010 lag de ontwikkeling van de laatste delen van de wijk nagenoeg stil door gebrek aan kopers voor de kavels en appartementen. Eind 2012 zijn de bouwactiviteiten hervat en is begonnen met de bouw van de appartementen in het Marepark, een deel van de hoogbouw langs de Willem de Zwijgerlaan en 11 woningen die door Nieuw Leyden worden ontwikkeld.
Naast hoogbouw en sociale woningbouw (30%) richtte het plan zich op vrij uit te geven kavels (70%). Hiervoor was een minimumpakket aan randvoorwaarden geformuleerd.
Particulier opdrachtgeverschap was op deze schaal en in deze binnenstedelijke context nog niet eerder vertoond in Nederland.

## Stedenbouwkundig plan
Het stedenbouwkundig plan is gemaakt door het Rotterdamse architectenbureau MVRDV.

### Deelgebieden
Het plan bestaat uit vier deelgebieden:
- Een parkje langs de Maresingel rond de 5 behouden panden van het voormalige slachthuisterrein
- Een groenstrook met een kanaal als verbinding tussen de Tuin van Noord en het Leidse centrum
- Een laagbouw middengebied
- Een hoogbouw strook langs de Willem de Zwijgerlaan

### Bebouwingstypologieën
Langs de Willem de Zwijgerlaan staat hoogbouw met appartementen. Aan de Maresingelzijde van de wijk zijn twee kleine appartementencomplexen van 3 woonlagen gebouwd.
De oude panden van het voormalige slachthuis hebben een nieuwe bestemming gekregen als kinderdagverblijf en restaurant. De voormalige directeurswoning is weer in gebruik als woonhuis.
Nieuw Leyden staat echter vooral bekend om de woonblokken in het laagbouw middengebied, waarvan de meeste per kavel zijn verkocht. Het merendeel van deze woonblokken heeft per blok een gezamenlijke halfverdiepte parkeergarage met twee parkeerplaatsen per kavel. Hierboven was het binnen enkele randvoorwaarden vrij om te ontwerpen en te bouwen. Maximaal twee kavels naast of achter elkaar konden worden gekoppeld om een groter woonoppervlak te verkrijgen. Het resultaat is bij de woningen die in particulier opdrachtgeverschap zijn gebouwd een afwisselend gevelbeeld en een veelvoud aan woningindelingen.

### Verkeer
Tussen het deel in Groenoord en het deel in het Noorderkwartier is geen doorgaand autoverkeer mogelijk. Het westelijk deel wordt ontsloten via de Pasteurstraat, die hiervoor verbreed is en in noordelijke richting is doorgetrokken naar de Willem de Zwijgerlaan. De verbinding tussen Pasteurstraat en Maresingel is afgesloten voor autoverkeer en vervangen door een iets oostelijker gelegen nieuwe straat. Het oostelijk deel wordt ontsloten vanaf de Marnixstraat.
De meeste bewoners van de wijk kunnen hun auto’s parkeren in inpandige garages onder de woonblokken, die vanaf de kopse kant van de woonblokken worden bereikt. Voor bezoekers zijn parkeerplaatsen ingeruimd langs de rand van het gebied. De ruimte tussen de nieuwe woonblokken is hoofdzakelijk voor voetgangers bestemd. Het middengebied krijgt op deze wijze een verkeersluw karakter.

### Water en groen
In het nieuwe plan is in nieuw oppervlaktewater voorzien in de vorm van een kanaal dat aansluit op het bestaande watersysteem. Dit kanaal ligt op de grens van de bestaande wijken Groenoord en Noorderkwartier, die ooit werd gevormd door de verdwenen Stinksloot en een latere aftakking van de spoorlijn Haarlem-Leiden naar de ‘Lichtfabriek’ aan de Langegracht. Het kanaal is deels uit noodzaak geboren: de vele kabels en leidingen die hier onder de grond liggen maakten het vrijwel onmogelijk om op te bouwen. Het kanaal doorsnijdt de nieuwe woonwijk en vormt een groen-recreatieve verbinding tussen het centrum en het groengebied “De Tuin van Noord” aan de andere kant van de Willem de Zwijgerlaan. De groenstrook is door middel van een overkluizing over de drukke stadsweg getrokken.
Uit cultuurhistorisch oogpunt komt ook het water van het haventje van het slachthuis aan de Maresingel terug in het nieuwe plan en wordt onderdeel van een nieuw parkje rond de oude slachthuispanden.
Hiernaast hebben de voetpaden tussen de woonblokken ‘groene’ bestrating, waarbij beplantingsvakken en potplanten worden gebruikt om een groener straatbeeld te creëren.